# 劉斌 (前燕)
劉斌，昌黎郡人，五胡十六国時代前燕人物。
313年，鮮卑慕容部大人慕容廆任命劉斌与宋该、皇甫岌、皇甫真、繆愷、封奕、封裕主管枢要。
劉斌转任長史。336年九月，派他和郎中令阳景（《十六国春秋·卷24·慕容皝》作楊景）护送东晋使者王齐、徐孟回到建康。
劉斌转任内史。350年二月，燕王慕容儁開始攻打後趙，留世子慕容曄在龍城，劉斌任大司農，与典書令皇甫真肩负留守之职。